# Île Callot
Die langgestreckte, stark gegliederte Île Callot ist eine von zehn Gezeiteninseln (französisch Île-de-marée) der Bretagne in Frankreich. Sie liegt gegenüber dem Hafen von Carantec im Département Finistère. 
Von Carantec aus ist sie bei Niedrigwasser über den Passe aux Moutons, eine Gezeitenstraße (französisch chaussée submersible) zugänglich.
Die Île Callot ist 2,2 km lang und zwischen 10 und 500 Metern breit. Ihr höchster Punkt liegt bei 38 Metern über dem Meeresspiegel. Die Insel wurde (im Jahr 2007) von neun Familien bewohnt und hat eine verlassene Schule, die im Sommer vorübergehend Ausstellungen (Fotografien, Gemälde und Skulpturen) beherbergt.